# Seraphin Uluhogian
Seraphin Uluhogian CMV (* 14. Februar 1890 in Bademli, Osmanisches Reich; † 16. Mai 1965) war ein armenisch-katholischer Ordensgeistlicher und Generalabt der Mechitaristen von Venedig.

## Leben
Seraphin Uluhogian trat der Ordensgemeinschaft der Mechitaristen von Venedig bei und empfing am 23. Mai 1915 das Sakrament der Priesterweihe.
Am 22. Juli 1960 wurde Uluhogian Generalabt der Mechitaristen von Venedig und Papst Paul VI. ernannte ihn zum Titularerzbischof von Chersonesus in Zechia. Der armenisch-katholische Patriarch von Kilikien, Krikor Bedros XV. Kardinal Agagianian, spendete ihm am 30. Oktober desselben Jahres die Bischofsweihe; Mitkonsekratoren waren der emeritierte armenisch-katholische Erzbischof von Aleppo, Krikor Hindié, und der emeritierte armenisch-katholische Weihbischof in Kilikien, Guregh Hovhannes Zohrabian OFMCap.
Seraphin Uluhogian nahm an der ersten, zweiten und dritten Sitzungsperiode des Zweiten Vatikanischen Konzils teil.